# Lauro Villar
El General Lauro Villar Ochoa fue un militar mexicano que se distinguió en la defensa del Palacio Nacional junto a Ángel Ortiz Monasterio repeliendo el ataque rebelde del general Bernardo Reyes en la Decena Trágica el 9 de febrero de 1913.

## Inicios
Nacido en Matamoros Tamaulipas, el 6 de agosto de 1849, siendo hijo de Francisco Villar y de Úrsula Ochoa, y murió en la Cd de México el 26 de junio de 1923. Su abuelo paterno, Diego Villar, emigró desde la provincia de Jaén hasta México a comienzos del siglo XIX, estableciéndose en Matamoros. Ingresó en el ejército en 1865 en el estado mayor de Juan N. Cortina y en Matamoros combatió contra la Intervención Francesa y el Imperio. Permaneció en el ejército durante los gobiernos de Benito Juárez, Sebastián Lerdo de Tejada, Porfirio Díaz, Francisco León de la Barra, Francisco I. Madero y Victoriano Huerta; retirando en el de Venustiano Carranza. Francisco I. Madero lo hizo general de división en diciembre de 1911; demostró su lealtad a las instituciones defendiendo el Palacio Nacional durante la Decena Trágica.

## Revolución
Al inicio de la Decena Trágica estaba encargado de la defensa del Palacio Nacional como Comandante Militar de la Plaza y al ocurrir el asalto del General Bernardo Reyes sus soldados dieron muerte al citado general aunque él fue herido en el omóplato, por lo que fue sustituido por Victoriano Huerta por orden de Madero; al ocurrir esto, Villar, conociendo a Huerta y de lo que era capaz, le dijo: "Mucho cuidado, Victoriano...". A la usurpación de éste, siguió en funciones y a la huida del mismo, asistió a la firma de los Tratados de Teoloyucan ante Álvaro Obregón. que disolvió el Ejército federal. Fue condecorado con el Mérito Militar de Primera Clase hasta su muerte en el año de 1923. Fue sepultado en el Panteón del Tepeyac. Sus restos fueron exhumados y trasladados a Tamaulipas y sepultados en un monumento construido en su honor. 
- Datos: Q6501933